# 紅外套

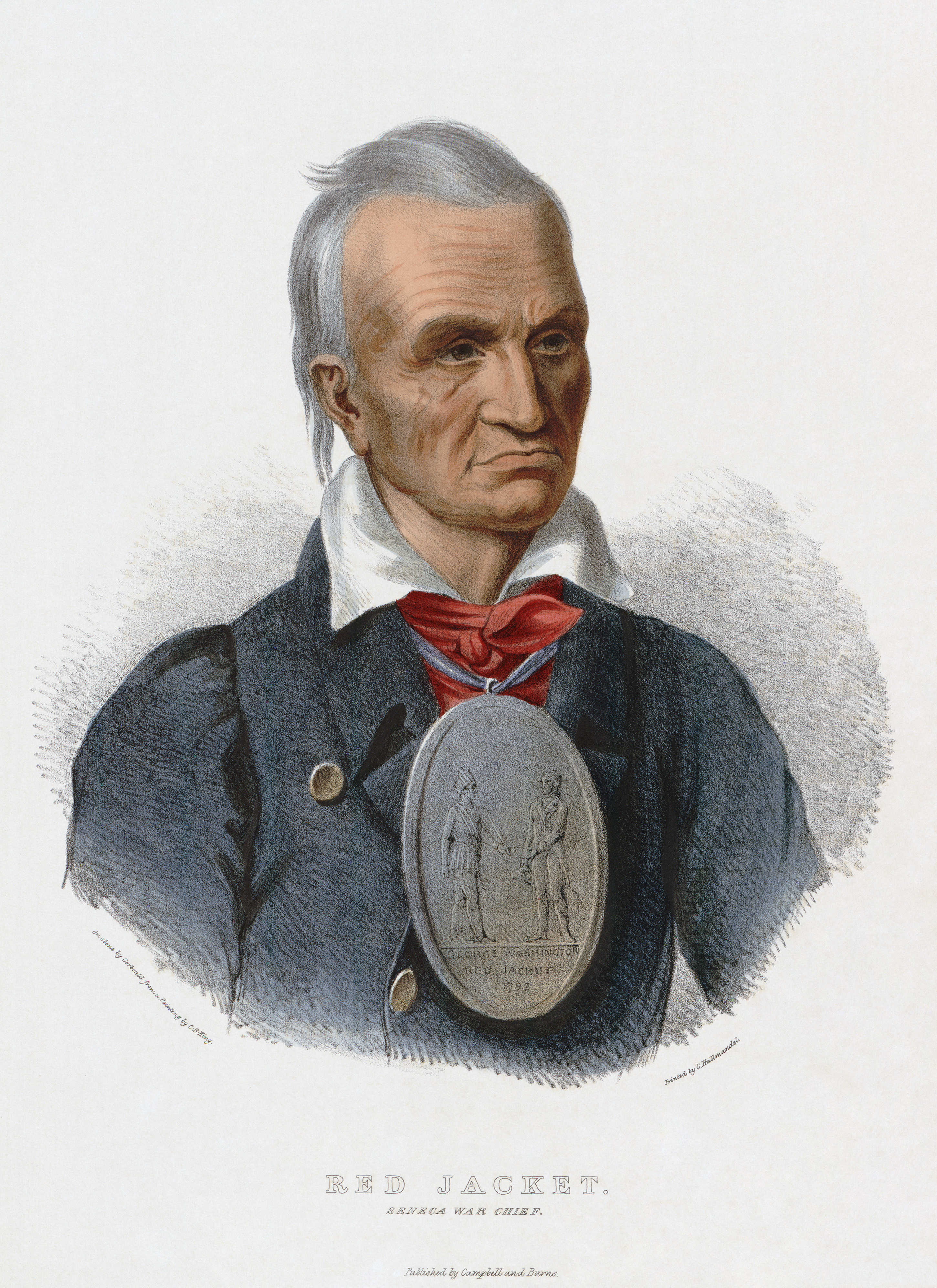
1835年的畫像，由Henry Corbould, Charles Joseph Hullmandel繪。

紅外套（Red Jacket，1750年－1830年），是塞尼卡人（Seneca）酋長，原名奧特金尼（Otetiani），1780年後稱薩戈耶瓦瑟。